# Adanur, Holalkere
Adanur là một làng thuộc tehsil Holalkere, huyện Chitradurga, bang Karnataka, Ấn Độ.